# Дзерович Юліян-Корнило Ігнатович
Дзерович Юліян Корнило Ігнатович (3 січня 1871, Смільне, нині Золочівський район — 8 квітня 1943, Відень) — священник Української греко-католицької церкви, галицький педагог, церковний і освітньо-культурний діяч, меценат, професор бродівської цісарсько-королівської гімназії ім. кронпринца Рудольфа та львівської Богословської академії, останній довоєнний голова Головного Товариства «Просвіта» у Львові.

## Життєпис
Юліан Дзерович народився в родині священника Ігнатія Дзеровича та його дружини Олександри з роду Шараневичів.
Початкову освіту здобув у народній школі в Товмачі та «німецькій» гімназії у Львові, де склав іспит зрілості у 1889 році
У 1889–1893 роках, навчаючись Греко-католицькій духовній семінарії, а пізніше на теологічному факультеті Львівського університету здобув, богословську освіту. У 1893–1895 роках вивчав німецьку філологію у Віденському університеті. 1895 року висвячений на священника та призначений душпастирем у Миколаєві на Львівщині. Пізніше викладав катехитику у жіночій школі у Бродах (1897–1907), гімназіях у Бережанах (1904–1907) та Стрию (1908–1918), учительській чоловічій семінарії (1913–1918), 3-й державній українській жіночій учительській семінарії (1919–1931), на теологічному факультеті Львівського університету (1917) та Львівській богословській академії (1930–1932) у Львові.
Був професором Львівської греко-католицької духовної семінарії, Львівської богословської академії (від 1930), директором Української жіночої учительської семінарії, членом головної управи, заступником голови товариства «Рідна школа», головою товариства «Просвіта» (від 1939), Товариства святого апостола Павла (від 1924 р. — святого апостола Андрея), член наглядової ради товариства «Захист імені митрополита Шептицького Андрея для сиріт у Львові» (1918–1939). Радник та референт Львівської митрополичої консисторії, субмотор справедливості, аудитор Митрополичого церковного суду. Працював редактором журналів «Руський Амвон», «Наша праця», «Боже слово», «Парохіяльні вісті».
У 1918–1919 роках входив до складу Української національної ради ЗУНР. Один із організаторів Першого українського педагогічного конгресу у Львові (1935). Виконуючи його рішення, написав і опублікував посібник «Педагогіка».

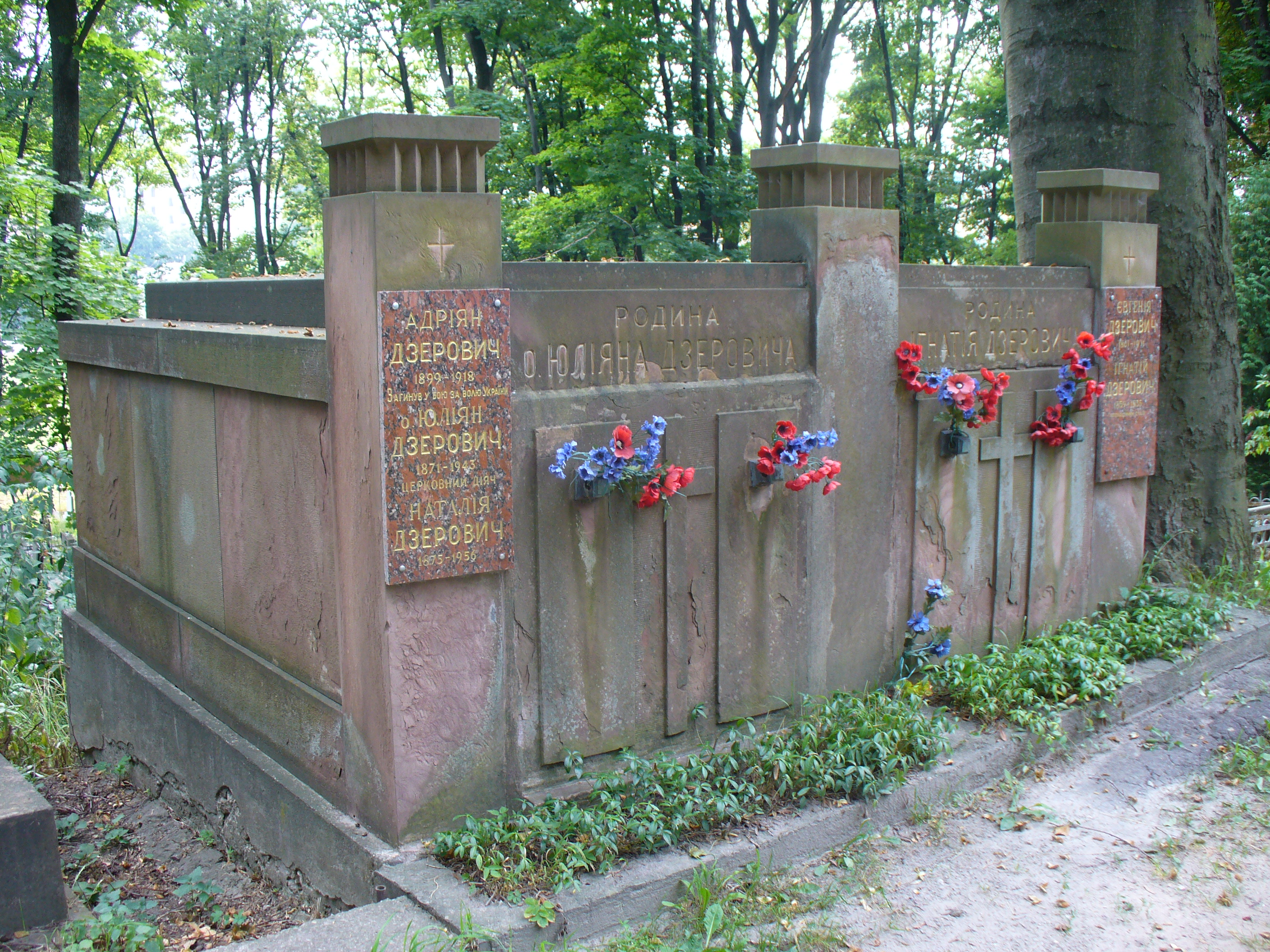
Гробівець родини Дзеровичів на Личаківському цвинтарі у Львові

Помер 8 квітня 1943 року у Відні, похований у Львові на Личаківському цвинтарі в родинному гробівці (поле 80).

## Основні праці
- Катехитичні проповіді. — Перемишль, 1906.
- Як у світі жити, або правила доброго виховання. — Тернопіль, 1906.
- Як то Русь ходила слідами Данила. — Львів, 1907.
- Цариця моя Марія. — Жовква, 1908.
- Ціла правда про радикалів. — Львів, 1910.
- За всіх молишся, Благая. — Жовква, 1910.
- Спомин з терневої дороги. — Львів, 1918.
- Катехитика. — Львів, 1930.
- Педагогіка. — Львів, 1937.